# Centro de Estudios de Historia del Antiguo Oriente
O Centro de Estudios de Historia del Antiguo Oriente (CEHAO) (em português: Centro de Estudos da História do Antigo Oriente) é um centro universitário de educação e pesquisa privado de o Universidade Católica Argentina, Buenos Aires, Argentina, focada on o história e arqueologia de Antigo Oriente Próximo. O CEHAO tem três publicações periódicas: o publicação periódica anual Antiguo Oriente, a série de monografias Ancient Near Monographs (com a Sociedade de Literatura Bíblica (Estados Unidos), e Damqatum, o boletim de notícias de o centro.

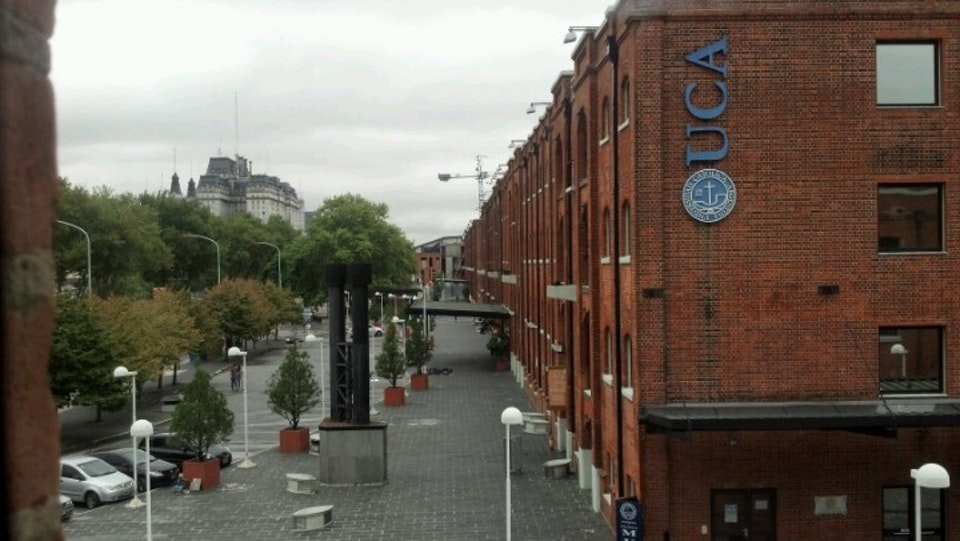
O CEHAO está localizado no Edifício San Alberto Magno, Campus Puerto Madero da Pontifícia Universidade Católica da Argentina

## Publicações
Catálogo : accès direct en ligne
- Antiguo Oriente (AntOr)
- Ancient Near East Monographs (ANEM)
- Damqatum, o boletim de notícias